# Cette-Eygun
Cette-Eygun (Céta-Eygun in dialetto guascone) è un comune francese di 83 abitanti situato nel dipartimento dei Pirenei Atlantici nella regione della Nuova Aquitania.
Appartenente alla valle d'Aspe, il comune è attraversato dalla gave d'Aspe, affluente della gave d'Oloron.

## Comuni limitrofi
- Accous a nord ed est
- Borce ed Etsaut a sud
- Laruns a est.

## Società

### Evoluzione demografica
Abitanti censiti

## Economia
L'economia del comune è essenzialmente orientata verso l'agricoltura e l'allevamento di bovini ed ovini. La produzione di formaggi di fattoria è ugualmente una delle risorse locali.

## Curiosità
Il comune di Cette-Eygun viene citato dallo scrittore francese Hector Malot nel suo noto romanzo per ragazzi Senza famiglia del 1878, come una delle tappe del percorso di strada del piccolo Rèmi, il trovatello protagonista della storia, del vecchio Vitalis e del loro gruppo di animali.